# Истро-румунски језик
Истро-румунски језик (rumârește) је један од романских језика који се говоре у Истри. Говорници овог језика су Истро-румуни, који су такође познати и као Ћићи, односно истарски Власи. Говори се у источном делу Истре, који се назива Ћићарија. Припада групи источнороманских језика.
За неке лингвисте истро-румунски је дијалект или варијетет румунског језика.
Појам истро-румунски не би требало мешати са општим појмом истро-романски, који се може односити на све романске језике или дијалекте у Истри, а поред истро-румунског то су: истриотски, венецијански и италијански у Истри.